# Rio Guapiara (vattendrag i Brasilien, São Paulo)
Rio Guapiara är ett vattendrag i Brasilien.   Det ligger i delstaten São Paulo, i den södra delen av landet, 900 km söder om huvudstaden Brasília.
I omgivningarna runt Rio Guapiara växer i huvudsak städsegrön lövskog. Runt Rio Guapiara är det ganska glesbefolkat, med 28 invånare per kvadratkilometer.